# Wafaa Bilal

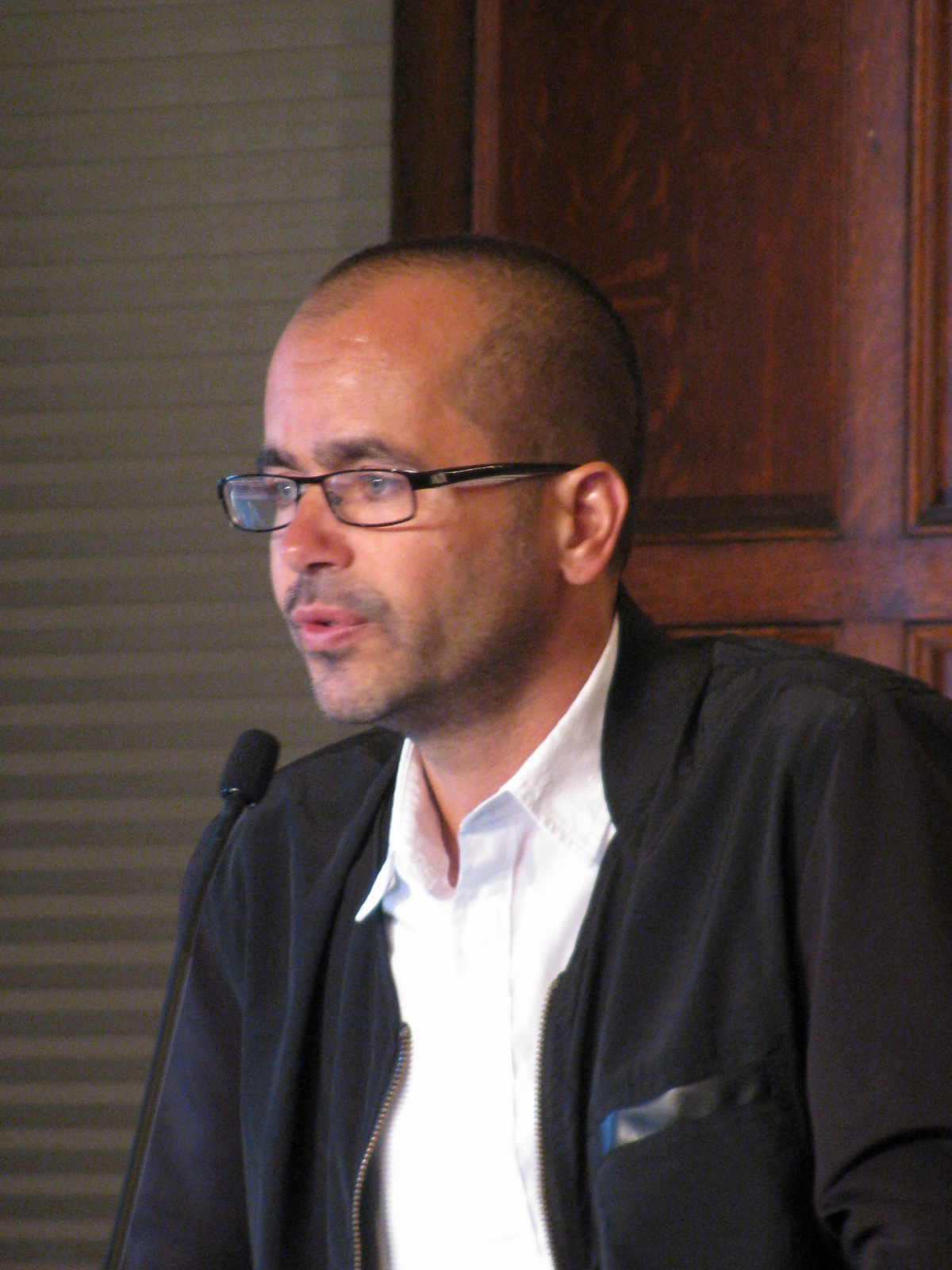
Wafaa Bilal

Wafaa Bilal (arabisch وفاء بلال) (* Juni 1966) ist ein irakischstämmiger US-amerikanischer Künstler. Bekannt wurde er durch seine Performance Domestic Tension, bei der er einen Monat lang in einer Galerie lebte und sich ferngesteuert mit Paintballs beschießen ließ, wobei er per Webcam im Internet zu sehen war.

## Leben
Bilals Familie stammt aus Najaf. Er studierte Geographie, schuf kritische Kunstwerke gegen Saddam Hussein und wurde als Dissident festgenommen. Er weigerte sich, als Freiwilliger an der Invasion von Kuwait teilzunehmen und begann Oppositionsgruppen zu organisieren. 1991 floh er aus dem Irak und lebte in einem Flüchtlingslager in Saudi-Arabien.
1992 kam er in die Vereinigten Staaten und studierte Kunst an der University of New Mexico in Albuquerque, wo er 1999 mit einem „Bachelor of Fine Arts“ abschloss. Bilal zog nach Chicago, wo er am School of the Art Institute 2003 einen Master of Fine Arts erhielt und im folgenden Jahr als Dozent arbeitete. Sein Bruder wurde 2004 an einem Checkpoint bei einem US-Raketenangriff getötet.
Bilal ist Dozent an der Tisch School of the Arts der New York University.
Als Auftragsarbeit zur Eröffnung des Arabischen Museums für Moderne Kunst im Dezember 2010 im Emirat Katar ließ sich Bilal eine Webcam an seinen Hinterkopf implantieren, die im Abstand von einer Minute Schnappschüsse versendete.

## Ausgewählte Arbeiten
- Sorrow of Baghdad (1999)
- Absinth Drinker
- Raze 213 (1999)
- Mona Lisa (2002)
- A Bar at the Folies Begère (2003)
- Baiti "My Home" (2003)
- One Chair (2005)
- Midwest Olympia (2005)
- Human Condition (2005)
- Domestic Tension (2007)
- Shoot an Iraqi: Art, Life and Resistance Under the Gun (2008) ISBN 978-0-87286-491-7.
  - Rezensionen und ergänzende Informationen zum Buch Shoot an Iraqi beim Verlag
  - David Gargill: Target practice. In: The National. 7. August 2008, abgerufen am 28. November 2010.
- The 3rd I Internet-Implantat (2010)